# Seznam profesorů Masarykovy univerzity
Toto je seznam profesorů v současnosti působících na Masarykově univerzitě (MU) se sídlem v Brně. Přiřazení k fakultě se odvíjí od aktivního zaměstnaneckého vztahu, případně pozice emeritního profesora. Další profesory můžete najít v kategoriích Profesoři a Vyučující na Masarykově univerzitě.

## Ekonomicko-správní fakulta
Na Ekonomicko-správní fakultě Masarykovy univerzity působí tito profesoři a emeritní profesoři:
1. Ladislav Blažek, profesor
2. Viktória Čejková, profesorka
3. Jiří Dvořák, profesor
4. Eva Horvátová, profesorka
5. Vojtěch Krebs, profesor
6. Juraj Nemec, profesor
7. Oldřich Rejnuš, profesor
8. Antonín Slaný, profesor
9. Josef Šmajs, profesor
10. Osvald Vašíček, profesor
11. Milan Žák, profesor

## Filozofická fakulta
Na Filozofické fakultě Masarykovy univerzity působí tito profesoři a emeritní profesoři:
1. Antonín Bartoněk, profesor
2. Lubomír Bartoš, emeritní profesor
3. Marek Blatný, profesor
4. Václav Blažek, profesor
5. Jan Bouzek, profesor
6. Ivan Dorovský, emeritní profesor
7. Milada Franková, profesorka
8. Miroslav Grepl, emeritní profesor
9. Jiří Hanuš, profesor
10. Dušan Holý, emeritní profesor
11. Břetislav Horyna, profesor
12. Libor Jan, profesor
13. Milan Jelínek, emeritní profesor
14. Petr Karlík, profesor
15. Tomáš Knoz, profesor
16. Ivana Kratochvílová, profesorka
17. Marie Krčmová, emeritní profesorka
18. Josef Krob, profesor
19. Jiří Kroupa, profesor
20. Danuše Kšicová, emeritní profesorka
21. Petr Kyloušek, profesor
22. Jiří Macháček, profesor
23. Jiří Malíř, profesor
24. Pavel Materna, emeritní profesor
25. Zdeněk Měřínský, profesor
26. Jiří Munzar, profesor
27. Ctibor Nečas, emeritní profesor
28. Jana Nechutová, profesorka
29. Petr Osolsobě, profesor
30. Jana Pleskalová, profesorka
31. Vladimír Podborský, profesor
32. Milan Pol, profesor
33. Ivo Pospíšil, profesor
34. Richard Pražák, emeritní profesor
35. Milada Rabušicová, profesorka
36. Lubomír Slavíček, profesor
37. Michaela Soleiman pour Hashemi, profesorka
38. Eva Stehlíková, profesorka
39. Jaroslav Střítecký, profesor
40. Milan Suchomel, emeritní profesor
41. Mojmír Svoboda, profesor
42. Dušan Šlosar, emeritní profesor
43. Jiří Šrámek, emeritní profesor
44. Miloš Štědroň, profesor
45. Josef Švancara, profesor a emeritní profesor
46. Tomáš Urbánek, profesor
47. Ludmila Urbanová, profesorka
48. Josef Válka, profesor
49. Radoslav Večerka, emeritní profesor
50. Jiří Voráč, profesor
51. Jiří Vysloužil, emeritní profesor
52. Martin Wihoda, profesor
53. Jan Zouhar, profesor
54. Stanislav Žaža, emeritní profesor
55. Viera Žemberová, profesorka

## Fakulta informatiky
Na Fakultě informatiky Masarykovy univerzity působí tito profesoři a emeritní profesoři:
1. Jiří Barnat, profesor pro obor informatika od 2. 12. 2016
2. Luboš Brim, profesor pro obor informatika od 6. 11. 2006
3. František Cvachovec, profesor
4. Ivana Černá, profesorka pro obor informatika od 5. 11. 2007
5. Miloslav Dokulil, profesor pro obor dějiny filozofie a sociální filozofie od 1. 12. 1993
6. Jozef Gruska, profesor
7. Petr Hliněný, profesor pro obor informatika od 1. 3. 2014
8. Michal Kozubek, profesor pro obor informatika od 1. 12. 2012
9. Jaroslav Král, profesor pro obor informatika od 15. 6. 1994
10. Mojmír Křetínský, profesor pro obor informatika od 6. 11. 2006
11. Antonín Kučera, profesor pro obor informatika od 5. 11. 2007
12. Pavel Materna, profesor
13. Václav Matyáš, profesor pro obor informatika od 8. 12. 2010
14. Luděk Matyska, profesor pro obor informatika od 18. 9. 2009
15. Miroslav Novotný, emeritní profesor pro obor matematická analýza[7] od roku 1963[8]
16. Karel Pala, profesor pro obor informatika od 19. 6. 2017
17. Václav Přenosil, profesor
18. Ivo Serba, emeritní profesor
19. Jiří Sochor, profesor pro obor informatika od 12. 2. 2016
20. Tomáš Tyc, profesor pro obor teoretická fyzika a astrofyzika od 18. 9. 2009
21. Pavel Zezula, profesor pro obor informatika od 1. 5. 2003
22. Jiří Zlatuška, profesor pro obor informatika od 27. 4. 1995

## Lékařská fakulta
Na Lékařské fakultě Masarykovy univerzity působí tito profesoři a emeritní profesoři:
1. Zdeněk Adam, profesor
2. Rudolf Autrata, profesor
3. Petr Babula, profesor
4. Martin Bareš, profesor
5. Josef Bednařík, profesor
6. Karel Benda, profesor a emeritní profesor
7. Josef Bilder, emeritní profesor
8. Pavel Bravený, emeritní profesor
9. Milan Brázdil, profesor
10. Petr Brhel, profesor
11. Pavel Brychta, profesor
12. Ivan Čapov, profesor
13. Svatopluk Čech, profesor
14. Roman Čerbák, emeritní profesor
15. Eva Češková, profesorka
16. Zdeněk Čupr, emeritní profesor
17. Zuzana Derflerová Brázdová, profesorka
18. Petr Dobšák, profesor
19. Zdeněk Doležel, profesor
20. Michael Doubek, profesor
21. Petr Dubový, profesor
22. Ivo Dvořák, emeritní profesor
23. Petr Dvořák, profesor
24. Antonín Fassmann, profesor
25. Petr Gál, profesor
26. Roman Gál, profesor
27. Boris Habanec, emeritní profesor
28. Roman Hájek, profesor
29. Radek Hart, profesor
30. Aleš Hep, profesor
31. Markéta Hermanová, profesorka
32. Miroslav Hirt, profesor
33. Jan Holčík, profesor
34. Jiří Holčík, profesor
35. Nataša Honzíková, profesorka
36. Drahomír Horký, profesor
37. Vítězslav Horn, emeritní profesor
38. Ivo Hrazdira, profesor a emeritní profesor
39. Drahoslava Hrubá, profesorka
40. Petr Husa, profesor
41. Lydie Izakovičová Hollá, profesorka
42. Miloš Janeček, profesor
43. Roman Janisch, emeritní profesor
44. Zdeněk Kadaňka, profesor
45. Zdeněk Kala, profesor
46. Pavel Kamarýt, emeritní profesor
47. Kateřina Kaňková, profesorka
48. Rostislav Koďousek, profesor
49. Anton Kollár, emeritní profesor
50. Marie Kopecká, profesorka
51. Josef Korbička, emeritní profesor
52. Rom Kostřica, profesor
53. Jaroslav Kotulán, emeritní profesor
54. Robert Kuba, profesor
55. Martina Kukletová, profesorka
56. Jiří Litzman, profesor
57. Jindřich Lokaj, profesor
58. Hana Matějovská Kubešová, profesorka
59. Jiří Mayer, profesor
60. Eva McCaskey Hadašová, emeritní profesorka
61. Jaroslav Meluzín, profesor
62. Jaroslav Michálek, profesor
63. Ivan Míšek, profesor
64. Vojtěch Mornstein, profesor
65. Marta Munzarová, emeritní profesorka
66. Marie Nováková, profesorka
67. Zdeněk Novák, profesor
68. Miroslav Novotný, emeritní profesor
69. Dalibor Pacík, profesor
70. Emil Paleček, profesor
71. Vladimír Palyza, profesor
72. Jan Peňáz, emeritní profesor
73. Miroslav Penka, profesor
74. Ladislav Pilka, emeritní profesor
75. Zdeněk Placheta, emeritní profesor
76. Ladislav Plánka, profesor
77. Alena Pospíšilová, profesorka
78. Šárka Pospíšilová, profesorka
79. Ivan Rektor, profesor
80. Irena Rektorová, profesorka
81. Jaroslav Řehůřek, profesor
82. Bořivoj Semrád, emeritní profesor
83. Věra Semrádová, emeritní profesorka
84. Jarmila Siegelová, profesorka
85. Jana Skřičková, profesorka
86. Jiří Slavík, emeritní profesor
87. Martin Smrčka, profesor
88. Vladimír Smrčka, emeritní profesor
89. Miroslav Souček, profesor
90. Robert Staffa, profesor
91. Augustin Svoboda, profesor
92. Pavel Ševčík, profesor
93. Pavel Šlampa, profesor
94. Ivo Šlapák, profesor
95. Jan Šmarda, profesor a emeritní profesor
96. Jana Šmardová, profesorka
97. Jindřich Špinar, profesor
98. Lenka Špinarová, profesorka
99. Miloš Štejfa, emeritní profesor
100. Jaroslav Štěrba, profesor
101. Jaromír Švestka, emeritní profesor
102. Danuše Táborská, emeritní profesorka
103. Eva Táborská, profesorka
104. Jiří Vácha, emeritní profesor
105. Vlastimil Válek, profesor
106. Jiří Vaněk, profesor
107. Anna Vašků, profesorka
108. Vladimír Vašků, profesor
109. Pavel Ventruba, profesor
110. Jiří Veselý, profesor
111. Jiří Vítovec, profesor
112. Otto Vlach, emeritní profesor
113. Zdeněk Vlašín, emeritní profesor
114. Eva Vlková, profesorka
115. Jindřich Vomela, profesor
116. Jiří Vorlíček, profesor
117. Miroslav Votava, profesor
118. Rostislav Vyzula, profesor
119. Pavel Weber, profesor
120. Jan Wechsler, profesor
121. Peter Wendsche, emeritní profesor
122. Jiří Záhejský, emeritní profesor
123. Emanuel Zelníček, emeritní profesor
124. Karel Zeman, emeritní profesor
125. Jan Žaloudík, profesor
126. Alexandra Žourková, profesorka

## Pedagogická fakulta
Na Pedagogické fakultě Masarykovy univerzity působí tito profesoři a emeritní profesoři:
1. Zuzana Derflerová Brázdová, profesorka
2. Radek Horáček, profesor
3. Jan Chvalina, profesor
4. Petr Jemelka, profesor
5. Rudolf Kohoutek, profesor
6. Michal Košut, profesor
7. Josef Maňák, emeritní profesor
8. Vladislav Navrátil, profesor
9. Jan Novotný, profesor
10. Evžen Řehulka, profesor
11. Rudolf Šrámek, profesor
12. Vlastimil Švec, profesor
13. Jaroslav Vaculík, profesor
14. Marie Vítková, profesorka

## Právnická fakulta
Na Právnické informatiky Masarykovy univerzity působí tito profesoři a emeritní profesoři:
1. Josef Bejček, profesor pro obor obchodní právo od 15. 12. 1998
2. Karel Eliáš, profesor pro obor obchodní právo od 15. 5. 2002
3. Jaroslav Fenyk, profesor pro obor trestní právo od 2. 3. 2009
4. Josef Fiala, profesor pro obor občanské právo od 6. 11. 2006
5. Jan Filip, profesor pro obor ústavní právo od 15. 12. 1998
6. Zdeňka Gregorová, profesorka pro obor pracovní právo a právo sociálního zabezpečení od 1. 2. 2012
7. Petr Hajn, emeritní profesor od roku 1982[zdroj?]
8. Jan Hurdík, profesor
9. Věra Kalvodová, profesorka pro obor trestní právo od 19. 6. 2017
10. Vladimír Kratochvíl, emeritní profesor
11. Zdeňka Králičková, profesorka pro obor občanské právo od 14. 6. 2018
12. Jiří Malenovský, profesor pro obor mezinárodní právo veřejné od 21. 9. 2001
13. Petr Průcha, profesor
14. Naděžda Rozehnalová, profesorka pro obor mezinárodní právo soukromé a právo mezinárodního obchodu od 25. 4. 2005
15. Vladimír Týč, profesor pro obor mezinárodní právo veřejné od 31. 10. 2005
16. Ivan Vágner, profesor pro obor podniková ekonomika a management od 21. 9. 2001
17. Miloš Večeřa, profesor pro obor teorie, filozofie a sociologie práva od 31. 10. 2005
18. Ladislav Vojáček, profesor pro obor právní dějiny od 30. 4. 2010

V minulosti zde působili:
1. Jarmila Pokorná, profesorka pro obor obchodní právo od 30. 4. 2010

Dále zde byli jmenování:
1. Jozef Čentéš, profesor pro obor trestní právo od 19. 9. 2014
2. Milena Hrušáková, profesorka pro obor občanské právo od 1. 6. 2004
3. Ján Klučka, profesor pro mezinárodní právo veřejné od 16. 4. 2007

## Přírodovědecká fakulta
Na Přírodovědecké fakultě Masarykovy univerzity působí tito profesoři a emeritní profesoři:
1. Dmitry Alekseevskiy, profesor
2. Miloš Barták, profesor
3. Miroslav Bartušek, profesor
4. Vlastimil Baruš, profesor
5. Rudolf Brázdil, profesor
6. Rostislav Brzobohatý, profesor a emeritní profesor
7. František Cvachovec, profesor
8. Mirko Černák, profesor
9. Martin Černohorský, emeritní profesor
10. Jiří Damborský, profesor
11. Jiří Doškař, profesor
12. Zuzana Došlá, profesorka
13. Ondřej Došlý, profesor
14. Iva Dyková, profesorka
15. Jiří Fajkus, profesor
16. Oldřich Fischer, emeritní profesor
17. Bohuslav Fojt, profesor
18. Jiří Gaisler, emeritní profesor
19. Zdeněk Glatz, profesor
20. Jan Gloser, profesor
21. Josef Havel, profesor
22. Jiřina Hofmanová, profesorka
23. Jiří Holčík, profesor
24. Miroslav Holík, emeritní profesor
25. Ivan Holoubek, profesor
26. Ivanka Horová, profesorka
27. Jiří Hřebíček, profesor
28. Zdeněk Hubálek, profesor
29. Josef Humlíček, profesor
30. Milan Chytrý, profesor
31. Jan Janča, profesor
32. Josef Janyška, profesor
33. Jaroslav Jonas, emeritní profesor
34. Jiří Kalvoda, profesor
35. Viktor Kanický, profesor
36. Petr Klán, profesor
37. Jaroslav Koča, profesor
38. Ivan Kolář, profesor
39. Friedrich Koller, profesor
40. Josef Komárek, profesor
41. Jaro Komenda, emeritní profesor
42. Milan Konečný, profesor
43. Jiří Kozelka, profesor
44. Alois Kozubík, profesor
45. Milan Kratochvíl, emeritní profesor
46. Jiří Kroupa, profesor
47. Jiří Krtička, profesor
48. František Kubíček, emeritní profesor
49. Igor Kučera, profesor
50. Radan Kučera, profesor
51. Gerhard Lammel, profesor
52. Michal Lenc, profesor
53. Otto Litzman, emeritní profesor
54. Miloš Macholán, profesor
55. Mihály Makkai, profesor
56. Jaroslav Malina, profesor
57. Radek Marek, profesor
58. Blahoslav Maršálek, profesor
59. Zdeněk Měřínský, profesor
60. Zdeněk Mikulášek, profesor
61. Vojtěch Mornstein, profesor
62. Jana Musilová, profesorka
63. Rudolf Musil, profesor a emeritní profesor
64. Milan Novák, profesor
65. Ivan Ohlídal, profesor
66. Vítězslav Otruba, profesor
67. Stanislav Pekár, profesor
68. Jiří Pinkas, profesor
69. Šárka Pospíšilová, profesorka
70. Milan Potáček, profesor
71. Pavel Prošek, profesor
72. Jiří Příhoda, profesor
73. Antonín Přichystal, profesor
74. Jiřina Relichová, emeritní profesorka
75. Ivo Rosenberg, profesor
76. Jiří Rosický, profesor
77. Rudolf Rozkošný, profesor a emeritní profesor
78. Eduard Schmidt, profesor
79. Vladimír Sklenář, profesor
80. Ladislav Skula, emeritní profesor
81. Jan Slovák, profesor
82. Lumír Sommer, emeritní profesor
83. Jiří Svoboda, profesor
84. Vladimír Šimek, profesor
85. Roman Šimon Hilscher, profesor
86. Jan Šmarda, profesor
87. Jana Šmardová, profesorka
88. Mojmír Šob, profesor
89. Jiří Šponer, profesor
90. David Trunec, profesor
91. Tomáš Tyc, profesor
92. Josef Unger, profesor
93. Jaromír Vaňhara, profesor
94. Bedřich Velický, profesor
95. Jiří Vicherek, emeritní profesor
96. Rikard von Unge, profesor
97. Zdirad Žák, emeritní profesor

## Fakulta sociálních studií
Na Fakultě sociálních studií Masarykovy univerzity působí tito profesoři a emeritní profesoři:
1. Ivo Čermák, profesor
2. Petr Fiala, profesor
3. Jan Holzer, profesor
4. Jaroslav Hroch, profesor
5. Hana Librová, profesorka
6. Petr Macek, profesor
7. Miroslav Mareš, profesor
8. Petr Mareš, profesor
9. Ivo Možný, emeritní profesor
10. Libor Musil, profesor
11. Jiří Pavelka, profesor
12. Ladislav Rabušic, profesor
13. Steven Saxonberg, profesor
14. Tomáš Sirovátka, profesor
15. Vladimír Smékal, emeritní profesor
16. Maxmilián Strmiska, profesor
17. Josef Šmajs, profesor
18. Zbyněk Vybíral, profesor
19. Stanislav Balík, profesor pro obor politologie od 25. 6. 2018

## Fakulta sportovních studií
Na Fakultě sportovních studií Masarykovy univerzity působí tito profesoři a emeritní profesoři:
1. Vladimír Hellebrandt, profesor
2. Michal Charvát, profesor
3. Jan Novotný, profesor
4. Jaromír Sedláček, profesor
5. Aleš Sekot, profesor
6. Jindřich Vomela, profesor
7. Jiří Vorlíček, profesor